# Telelatino
TLN Network o Telelatino Network es una cadena de televisión propiedad de Corus Entertainment que transmite en Canadá y en varios idiomas: portugués, español, francés, e italiano desde 1984, llegando a 10 millones de canadienses con una programación de enfoque latino.
El canal es con audio traducido, pues se transmite programas de grupo Televisa y de Univisión, tanto novelas como programas de comedia, familia, noticieros, entre otros. Los informes diarios cubren noticias de Italia y América Latina y también cuenta con cobertura de ligas y torneos de fútbol del mundo.

## Canales que opera
- TLN
- EuroWorld Sport
- En español:
  - Univision Canadá
  - TeleNiños
  - Cine Latino
- En italiano:
  - Mediaset Italia
  - Sky TG24
- Antiguos canales:
  - Leonardo World
  - Video Italia